# Margot Stempel-Lebert
Margot Stempel-Lebert (geb. Lebert; * 2. Dezember 1922 in Landau; † 2009 ebenda) war eine deutsche Bildhauerin.

## Leben
Margot Stempel-Lebert war die Tochter des Kunstmalers Fritz Lebert aus Heuchelheim. Sie ist in Landau aufgewachsen.
Durch ein Stipendium gefördert, besuchte Margot Stempel-Lebert ab 1942 die Akademie der Bildenden Künste München. 1942 bis 1944 wohnte sie in Gräfelfing bei dem Philosophie-Professor Kurt Huber. Zu diesem Zeitpunkt wusste sie nicht, dass er Mittelpunkt der Widerstandsgruppe „Weiße Rose“ war. Sie wurde ebenfalls vernommen, blieb aber unbehelligt. Das Schicksal der Mitglieder der Widerstandsgruppe machte sie tief betroffen, eine Erfahrung, die sie ihr Leben lang begleitete.
Kriegswirren und verpflichtende Scheinwerfereinsätze an der Flak machten die Fortsetzung des Studiums zunächst unmöglich. Nach dem Krieg bezog sie ein Zimmer in Schwabing. Hier war der Schriftsteller Hellmut von Cube ihr Nachbar, der ihr aus seinen Gedichten vorlas. In den beiden letzten Semestern war sie Meisterschülerin bei Josef Henselmann. 1952 schloss Margot Stempel-Lebert ihr Studium ab.
Mit einem Stipendium des Kultusministeriums Rheinland-Pfalz besuchte sie 1954 die von Oskar Kokoschka begründete Sommerakademie in Salzburg bei Giacomo Manzù. Diese Begegnung brachte „einen von menschlicher Sympathie getragenen künstlerischen Schub in die Befreiung zur eigenen schöpferischen Persönlichkeit“.
Margot Stempel-Lebert kehrte nach Landau zurück und heiratete 1962 den Richter Martin Stempel, Sohn des Kirchenpräsidenten Hans Stempel.
In der Landauer Schlosserei von Emil Forler erarbeitete sich die Künstlerin die technischen Fähigkeiten zum Schmieden. Eine Augenkrankheit und nachlassende körperliche Kraft ließen in ihren späten Jahren das punktgenaue Schweißen nicht mehr zu. So folgten ihren Metall-Skulpturen Werke aus Holz, meist aus alten Eichenbalken, die bereits eine Geschichte aus ihrer vorherigen Verwendung mit sich brachten und zu neuen Aussagen gruppiert oder bearbeitet wurden.
Margot Stempel-Lebert schuf ein umfangreiches Werk an Skulpturen. In den Entwürfen dazu zeigt sie sich auch als begabte Zeichnerin, die auf Reisen Skizzenblock und Bleistift immer dabei hatte, um Erlebtes oder Erdachtes festzuhalten. Aus ihren frühen Jahren sind Arbeiten mit Beton erhalten.

## Werk
Margot Stempel-Lebert wird als eine „ernst strebende Künstlerin“ beschrieben und als eine Frau, die sich nicht in den Vordergrund drängte und die auch mit ihren eigenen Werken stets kritisch umging.
Souverän arbeitete sie mit den Materialien Metall und Holz und erreichte hier eine technische Meisterschaft. Ihre Werke verbinden technische Gestaltung mit innerem Engagement, sie tragen eine unverwechselbare eigene Handschrift. „Gerade in dem vor allem von Männern dominierten Feld der Eisen- und Holzplastiken besetzt Margot Stempel-Lebert durch die Kompromisslosigkeit ihres Stils eine fast singuläre Position.“
Während ihre ersten Werke noch der künstlerischen Tradition folgten, kam es in den 1960er Jahren zu einer „Umkehr von der gestalterischen Vielfalt hin zur existentiellen Plastik, die Betroffenheit signalisiert“. Margot Stempel-Lebert schuf Werke, die die Grundbefindlichkeiten des Menschen darstellen. Es ging ihr um das Existentielle, um das Phänomen Mensch. Ihre Figuren aus der griechischen Mythologie wie Pan oder Nymphen spiegeln unterschiedliche Erfahrungen und existentielle Botschaften. Die mehrfach dargestellte biblische Eva ist bei Margot Stempel-Lebert eine das Leben in seiner Schönheit und Fülle verkörpernde „Chawwah“.
In den plastischen Sinnbildern zu Musikwerken und Dramen schuf sie Skulpturen, die situative Grundkonstellationen wiedergeben und aus geistiger Kommunikation entstanden, einen stummen Dialog mit dem Betrachter führen.
Kraftvoll und dynamisch sind ihre Tierskulpturen wie der Stier Minotauros oder die vielfach dargestellte Ziege. Dabei geht es auch um die geschundene Kreatur zum Beispiel in der Darstellung einer Ziege mit einer Schlacht-Axt im Bauch.
Zum Thema Mensch schuf Margot Stempel-Lebert expressive Werke, die „Spuren gelebten Lebens […] zeigen, ungeschönt und gleichsam realistisch“, gefährdet, von kreatürlichem Schmerz, die den Betrachter berühren und ihn zum Nachdenken auffordern wollen, so der „Menschliche Akt Sebastian“ oder die „Triptychon“, ein Werk, für das sie 1982 den Daniel-Henry-Kahnweiler-Preis der Stadt Rockenhausen erhielt.

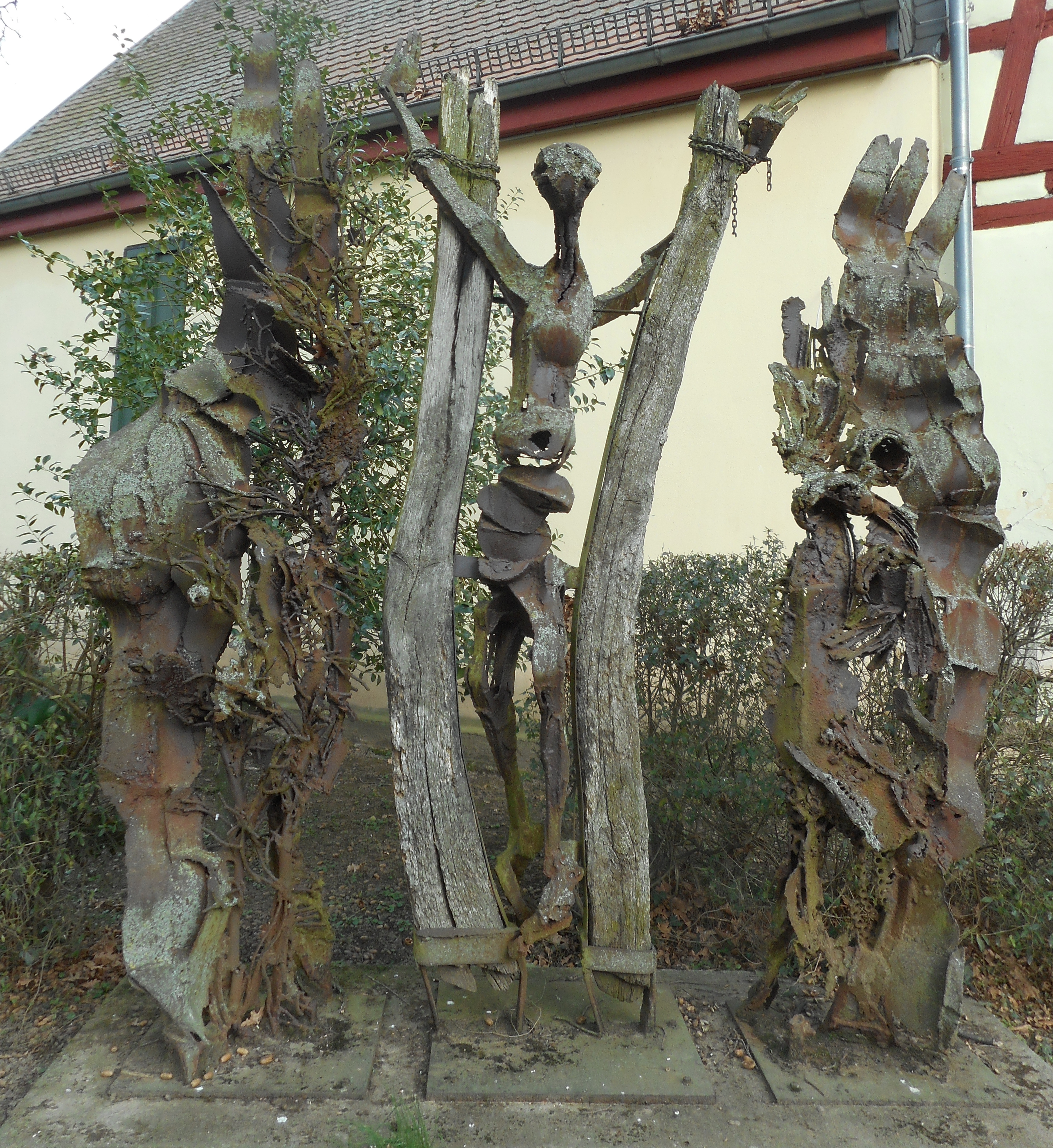
Triptychon, Werk von Margot Stempel-Lebert, Kahnweiler-Preis Rockenhausen 1982

„Der Zerfall gehört zum Leben.“ stand auf einer Karteikarte, die sich im Atelier von Margot Stempel-Lebert befand. Die Wiederverwendung von Metall-Elementen vom Schrottplatz oder der vorgefundenen Eichenbalken bezieht den Zerfall in das Kunstwerk mit ein. Kunstwerke, die im Freien stehen, setzen Patina an oder zeigen weitergehende Spuren des Zerfalls. In ihrem Da-Sein und in ihrer Vergänglichkeit transportieren sie die Idee von dem, was im Leben existentiell ist.
Es war Margot Stempel-Lebert ein Anliegen, Kunst vor Ort zu unterstützen, so den Kunstverein Landau mit dem Ausstellungsort Villa Streccius sowie das Frank-Loebsche-Haus in Landau.

## Werke im kirchlichen und öffentlichen Raum (Auswahl)

### Werke in Kirchen
- Bad Bergzabern, Kloster Liebfrauenberg: Kreuzweg (Kupfer und Emaille)
- Bechhofen, protestantische Kirche: Holzrelief
- Hornbach, Kloster, Pirminiuskapelle: Bronzetür
- Kaiserslautern, protestantische Kirche: Muschelkalk-Taufstein, Kanzel und Altar
- Klingenmünster: farbenprächtige Kirchenfenster
- Landau: Johanneskirche: Apostelsäule (1963/64)
- Landau: Kapelle im Krankenhaus: Glasfenster, Türgriffe, Taufbecken, Kruzifix
- Landau: Katharinen-Kapelle: Holzkreuz
- Pirmasens: Johannesbrunnen
- Speyer, Diakonissenhaus: Wandteppich und Kanzel (1959)
- Wiesbach, protestantische Kirche: Bronze-Kruzifix
- Wilgartswiesen, Kirche: Holzchristus und Fensterrosette
- Zweibrücken: Alexanderskirche (beim Wiederaufbau 1951):
- Kapitelle der Säulen des Kirchenschiffs mit Engeln und symbolischen Darstellungen; bauplastischer Schmuck des Turmes mit Darstellungen der Evangelisten-Symbole und Fabeltieren; plastischer Schmuck an den Kirchentüren; Türklopfer und Türgriffe aus Bronze; Grabplatte der neuen Wittelsbacher-Kapelle

### Werke im öffentlichen Raum
- Bad Bergzabern, Gymnasium: Sichtbetonrelief für die Aula (1967)
- Flemlingen: Gefallenen-Ehrenmal (Wettbewerbssiegerin)
- Frankenthal, Vollzugsanstalt: „Sonnenspirale“
- Landau, Medizinaluntersuchungsamt: Brunnen und zwei Bronzekraniche (1957)
- Landau, Horstring Volksschule: Außenbrunnen (1956)
- Landau, Max-Slevogt-Gymnasium: Betonfries und Betonrelief
- Landau, Tiergarten: Eisenesel (heute im Privatbesitz)
- Landau, Theaterstraße, Haus der Dichterin Martha Saalfeld: Pan
- Landau, Frank-Loebsches Haus: „Weiße Rose“
- Landau, Mahnmal für die Synagoge
- Ludwigshafen-Mundenheim, Polizeipräsidium: Gestörte Ordnung (1990)
- Pirmasens, Hugo-Ball-Gymnasium, Innenhof: „Das Planetensystem“, Metallplastik
- Speyer, Hans-Purrmann-Gymnasium: Eisenplastik der Fischer (1968) und Keramikwand
- Zweibrücken, Canadaschule: Mosaik (1965)

## Mitgliedschaft, Ausstellungen, Preise
- Pfälzische Sezession

### Ausstellungen
- 1969: Villa Streccius, Landau
- 1979: Villa Streccius, Landau
- 1987: Galerie Zoller im Frank-Loebschen Haus, Landau
- 1988: Kreisgalerie Dahn
- 2003/2004: Villa Streccius, Landau (Ausstellung zum 80. Geburtstag)
- 2022: Villa Streccius, Landau (Ausstellung zum 100. Geburtstag)

### Preise
- 1982: Daniel-Henry-Kahnweiler-Preis der Stadt Rockenhausen
- 1990: Kunstpreis mit Picasso-Medaille der Vereinigung Pfälzer Kunstfreunde